# Ziua prosopului
Ziua prosopului este sărbătorită în fiecare an pe 25 mai ca un omagiu adus autorului Douglas Adams de către fanii săi.  În această zi, fanii poartă în mod deschis un prosop cu ei, așa cum este descris în Ghidul autostopistului galactic, pentru a-și demonstra aprecierea față de cărți și autor. Comemorarea a avut loc pentru prima dată la 25 mai 2001, la două săptămâni după moartea lui Adams, la 11 mai.